# Dead by April
Dead by April, é uma banda de metalcore de Gotemburgo, na Suécia, formada em fevereiro de 2007 por Pontus Hjelm e Jimmie Strimell. A formação atual é composta por Christopher Kristensen, Marcus Wesslén, e Pontus Hjelm. O Dead by April lançou seu álbum de estreia auto-intitulado em maio de 2009. Em 2010, os dois guitarristas, Pontus Hjelm e Johan Olsson, deixaram o grupo. Pontus, que era vocalista, manteve-se como produtor e compositor da banda, no entanto, depois voltou como o guitarrista permanente. Dois dos membros fundadores, bem como vocalista principal, Jimmie Strimell e o baterista, Alexander Svenningson, deixaram a banda, mas em Maio de 2017, Jimmie Strimell acaba por voltar, depois da auto demissão sem um motivo aparente do vocalista, Christoffer "Sfoffe" Andersson, mas em março de 2020, Jimmie Strimell deixar a banda pela segunda vez, devido ao vício em drogas e álcool, e em seu lugar, Christopher Kristensen assume o vocal gutural.

## História

### Primeiros dias e álbum de estreia (2007-2010)
A banda foi formada no início de 2007, quando Jimmie Strimell, até então, vocalista da banda Nightrage, decidiu colaborar com o compositor Pontus Hjelm para formar o Dead by April. Durante os primeiros dias entre 2007 e 2008, a banda nunca divulgou abertamente nenhuma mídia, embora, à maioria das músicas que eles deram aos amigos, rapidamente vazaram em vários sites, com as primeiras músicas sendo, "Lost" e "Stronger". Durante este tempo, eles também passaram em locais de interesse turístico em torno de Gotemburgo. Sem ter lançado qualquer mercadoria, a banda ainda gerou uma única rádio, "Falling Behind". Em 2008, eles receberam dois prêmios, o Best Newcomer, em "Prêmios de Metal sueco" e "Bandit Rock Awards" em 03 de agosto de 2009 através da Spinefarm. Assim, em 21 de julho de 2009, ao excursionar na turnê pelo Reino Unido com a banda Skindred, o Dead by April anunciou que a trilha de "Angels of Clarity" seria seu próximo single no Reino Unido A banda também anunciou um segundo single sueco, chamado "What Can I Say".
Em 27 de março de 2010, eles abriram o festival norueguês Rock mot Rus, juntamente com várias outras famosas bandas norueguesas como, Turdus Musicus, Moddi, Cyaneed, Jodski, Purified in Blood dentre outras. A banda continuou em turnê com Purified in Blood até o início de maio.

### Stronger e Incomparable (2010-atualmente)
Em 23 de abril de 2010, foi anunciado na pagina oficial da banda no MySpace que, Pontus Hjelm (guitarrista, compositor e cantor) tinha oficialmente deixado a banda. A razão para sua saída, foi porque ele não queria continuar como um membro da banda, ele queria se concentrar em ser um compositor. Embora, Pontus não seja mais um membro oficial, ele continua a escrever músicas para o Dead by April, dizendo aos fãs que: "nada é diferente no departamento de composição". A substituição de Pontus, tornou Zandro Santiago o novo vocalista da banda. Embora, Zandro só forneça vocais, a banda sentiu que não mudou muito o som para continuar com apenas um guitarrista.
Em 17 de maio, a banda lançou o quarto single de seu álbum de estreia. Diferente de qualquer outra musica lançada, o single foi um duplo Side-A, intitulado, "Love Like Blood/Promise Me". Além de "Love Like Blood" e um cover de Killing Joke, marcando à primeira faixa gravada por Dead by April com seu novo vocalista, Zandro Santiago. "Promise Me", no entanto, já estava no álbum.
Em 22 de outubro de 2010, foi anunciado que, Johan Olsson estaria deixando a banda, citando "problemas pessoais", bem como destinado a focar-se em sua linha de roupas. A banda esteve procurando por um novo guitarrista via Facebook e YouTube. No entanto, Pontus, que mais tarde revelou em sua página do Facebook, que estaria voltando novamente a fazer turnês com o grupo como o guitarrista.
Durante a turnê do Dead by April no Reino Unido com o My Passion, o guitarrista provisório, Joel Nilsson já estava substituindo Johan antes dele deixar a banda.
Em 18 de Março de 2013, à banda anunciou em seu Facebook, que Jimmie Strimmel não faria mais parte do Dead by April. A banda alegou problemas pessoais, que o Jimmie vem enfrentando há vários anos, e isto, tem prejudicado a banda em turnês e em estúdio, afetando o trabalho do grupo. Ficou nitidamente claro no comunicado da banda no Facebook que, o motivo do Jimmie ter saído, é a sua relação com drogas, em um comentário em que é dito: "Queremos fortemente declarar que, o Dead by April é contra as drogas". Na mesma nota, é anunciado um novo vocalista, "Christoffer “Stoffe” Andersson" que já está em estúdio com a banda finalizando o novo álbum.
Após um ano da saída de Jimmie Strimell, o baterista, Alexander Svenningson, decide também deixar a banda, postando uma nota no Facebook: ""As some of you noticed. I have decided to step down as the drummer of Dead by April and search for new musical adventures in life! The last years has been amazing in most ways and I'm grateful for the experience! I would like to thank the fans, members of DBA, former members and all other people who worked with us to make this possible. Hope to see you soon again on the road in the future! Thanks for all the memories!"" Segue a tradução: "Como alguns de você notou. Eu decidi demitir-me como o baterista do Dead by April e buscar novas aventuras musicais na vida! Os últimos anos foram incríveis e sou muito grato pela experiência! Gostaria de agradecer aos fãs, membros do DBA, ex-membros e todas as outras pessoas que trabalharam para tornar isso possível. Espero ver todos vocês em breve na estrada novamente no futuro! Obrigado por todas as memórias!"
Em meados de 2014, o vocalista Zandro Santiago, decide deixar a banda, alegando mudança de foco na sua carreira musical. Dias depois, o Dead by April confirma que seguirá como quarteto, só que agora, com o guitarrista e fundador da banda, Pontus Hjelm como vocalista. Logo, eles anunciam datas para uma pequena tour pela Europa, confirmando Pontus Hjelm ao lado de Chistoffer "Stoffe" Andersson nos vocais. O ultimo album lançado até o momento é o album "Worlds Collide" lançado em 07 de abril de 2017.

### Estilo musical
Dead by April, é categorizado de acordo com vários gêneros de metal, particularmente, sob os gêneros de metal melódico, como, death metal melódico e metalcore melódico. O primeiro álbum da banda com o mesmo nome, foi revisado pela "AllMusic" como um mash-up de "... metalcore misturado com death metal melódico ..." Antes do lançamento do segundo álbum intitulado "Incomparable", a banda alegou que, seu som era uma mistura de pop e metal, no entanto, quando analisado pela "AllMusic", foi analisada como álbum de metal alternativo com influências de Nu metal. Este álbum, também carrega "... synths techno retorcidos e basslines squelchy ..." particularmente, na música "Dreaming". O terceiro Album de estúdio, "Let The World Know", também não foge as características dos anteriores, só que agora com sintetizadores, e um som mais robotizado e dinâmico.

## Integrantes

### Integrantes atuais
- Christopher Kristensen - Vocal (2020-presente)
- Pontus Hjelm - Guitarra e Teclados (2007-2010, 2012-presente) Vocais Limpos (2009-2010, 2014-presente)
- Marcus Wesslén - Baixo (2008-presente)
- Marcus Rosell – Bateria (2014–2024)

### Integrantes durante turnês
- Pontus Hjelm - Guitarra (2010-2011)
- Joel Nilsson - Guitarra (2010)
- Jonas Ekdahl - Bateria (2010-2011)

### Ex-integrantes
- Johan Eskilsson - Guitarra (2007)
- Johan Olsson - Guitarra e Backing Vocals (2008-2010)
- Henric Carlsson - Baixo (2007)
- Alexander Svenningson – Bateria (2007-2014)
- Zandro Santiago - Vocal (2010-2014)
- Christoffer Andersson - Vocal gutural (2013-2017)
- Marcus Rosell – Bateria (2014–2024)

## Discografia

### Álbuns de estúdio
- Dead by April - demo 2007
- Dead by April - 2009
- Incomparable - 2011
- Let the World Know - 2014
- Worlds Collide - 2017
- The Affliction - 2024

### EP
- Angels Of Clarity - 2009
- Whitin My Heart - 2011
- Freeze Frame - 2013

### Compilações
- Stronger - 2011